# رهن (غناباد)
رهن (بالفارسية: رهن) هي قرية تقع في منطقة مركزية ريفية في إيران. يقدر عدد سكانها بـ 941 نسمة .